# Харрисон (озеро)
Харрисон (англ. Harrison Lake) — озеро на юго-западе провинции Британская Колумбия, Канада.

## География
Озеро Харрисон является самым крупным озером в южной части Берегового хребта. Площадь водной поверхности озера составляет 218 км², общая площадь — около 250 км², длина озера равна примерно 60 км, а ширина — почти 9 км в самой широкой части. Южный конец озера, близ небольшого курортного городка Харрисон-Хот-Спрингс, расположен в 95 км на восток от деловой части Ванкувера. К востоку от озера — Хребты Лиллуэт, западу — Хребты Дуглас.
Озеро расположено в большой долине, вытянутой с севера на юг и имеющей ледниковое происхождение. Эта долина является последней в серии подобных долин, по которым текут притоки, впадающие в реку Фрейзер с севера. Остальные долины расположены к западу от озера Харрисон, это долины рек Чехалис, Стейв, Алуэтт, Питт, Кокуитлам.
Основное питание озеро получает с севера по реке Лиллуэт, в устье которой находится бухта Литтл-Харрисон. На северном берегу бухты расположен посёлок Порт-Дуглас. Примерно в середине восточного побережья находится долина реки Силвер, также известная как Биг-Силвер, так как один из её притоков носит название Литтл-Силвер. Напротив реки Силвер на западном берегу озера Харрисон расположена бухта Твенти-Майл, где находится один из многих горячих источников. На линии, соединяющей бухту Твенти-Майл и реку Силвер находится северная оконечность острова Лонг, самого большого острова на озере, который протянулся на 9,5 км в длину и имеет максимальную ширину 2,6 км. Другой большой остров — Экоу (4 км в длину и 2,2 км в ширину). Остров лежит к северу от Харрисон-Хот-Спрингс и восточнее покрытого лесом каньона реки Харрисон, вытекающей из озера и впадающей во Фрейзер возле посёлка Чехалис.

## История
Названо в честь Бенджамина Харрисона, директора (позже губернатора) Компании Гудзонова залива. Озеро служило важным транспортным коридором в период освоения Британской Колумбии, особенно в период Золотой лихорадки на реке Фрейзер в 1858—1860 годах.

Панорама озера Харрисон